# Paolo Vincenzo Bonomini
Paolo Vincenzo Bonomini, född 23 januari 1757 i Bergamo död 17 april 1839 i Bergamo, var en italiensk konstnär. Stilarna var barock och nyklassicism.